# Nati nel 1983/Dicembre
| Questa pagina contiene informazioni ricavate automaticamente dalle voci biografiche con l'ausilio del template Bio e di un bot. L'aggiornamento è periodico e automatico e ricostruisce completamente la pagina. Se manca una persona in questa lista, sei pregato di non aggiungerla, ma accertati piuttosto che la sua voce biografica contenga il template Bio e che i dati anagrafici siano correttamente compilati. Se il template Bio manca, inseriscilo tu stesso o, in alternativa, metti l'avviso {{tmp\|Bio}} che ne segnala la mancanza. Se i dati riportati sono sbagliati, correggi direttamente la voce biografica; le modifiche saranno visibili in questa lista entro pochi giorni. Per chiarimenti vedi il progetto biografie. La lista contiene solo le 395 persone che sono citate nell'enciclopedia e per le quali è stato implementato correttamente il template Bio. Pagina aggiornata al 18 ago 2025. |

- 1º dicembre - Shōhei Abe, ex calciatore giapponese
- 1º dicembre - Fahad Al-Hamad, ex calciatore kuwaitiano
- 1º dicembre - Katarina Barun, ex pallavolista croata
- 1º dicembre - Jessica Galli, atleta paralimpica statunitense
- 1º dicembre - David Holmes, attore e stuntman britannico
- 1º dicembre - Akala, rapper, poeta e attivista britannico
- 1º dicembre - Rosanna Pagano, schermitrice italiana
- 1º dicembre - Nathan Rutjes, allenatore di calcio e ex calciatore olandese
- 1º dicembre - Alamiro Vaporaki, ex giocatore di calcio a 5 e ex calciatore argentino
- 1º dicembre - Rebecca Welch, ex arbitro di calcio inglese
- 1º dicembre - Edmundo Zura, ex calciatore ecuadoriano
- 2 dicembre - Mistie Bass, ex cestista statunitense
- 2 dicembre - Grzegorz Bonin, ex calciatore polacco
- 2 dicembre - Action Bronson, rapper e cuoco statunitense
- 2 dicembre - Christopher Burke, ex calciatore scozzese
- 2 dicembre - Bibiana Candelas, pallavolista e ex giocatrice di beach volley messicana
- 2 dicembre - Stéphanie Crayencour, attrice, modella e cantante belga
- 2 dicembre - Ana Lucía Domínguez, attrice colombiana
- 2 dicembre - Mario Guarente, politico italiano
- 2 dicembre - Pooh Jeter, ex cestista statunitense
- 2 dicembre - Steeve Joseph-Reinette, ex calciatore francese
- 2 dicembre - Jana Kramer, attrice e cantante statunitense
- 2 dicembre - Stevie Kremer, ultramaratoneta e fondista di corsa in montagna statunitense
- 2 dicembre - Carlo Leonardi, rugbista a 15 italiano
- 2 dicembre - Lim You-hwan, calciatore sudcoreano
- 2 dicembre - Roberta Lucentini, ex ginnasta italiana
- 2 dicembre - Aaron Rodgers, giocatore di football americano statunitense
- 2 dicembre - Daniela Ruah, attrice statunitense
- 2 dicembre - Tuan Tunalı, attore e modello turco
- 2 dicembre - Sarah Vandella, attrice pornografica statunitense
- 2 dicembre - Nick Williams, ex rugbista a 15 neozelandese
- 3 dicembre - Chinx, rapper statunitense († 2015)
- 3 dicembre - Stephen Donald, rugbista a 15 neozelandese
- 3 dicembre - Aleksej Drozdov, multiplista russo
- 3 dicembre - Andy Grammer, cantautore statunitense
- 3 dicembre - James Ihedigbo, giocatore di football americano statunitense
- 3 dicembre - Axel Williams, calciatore francese
- 4 dicembre - Răzvan Cuc, politico rumeno
- 4 dicembre - Arpine Hovhannisyan, avvocato e politico armena
- 4 dicembre - Andrea Rolla, ex nuotatore italiano
- 4 dicembre - Pablo Shorey, lottatore cubano
- 4 dicembre - Željko Stegnjaja, giocatore di football americano croato
- 4 dicembre - Tommaso Teruggia, hockeista su ghiaccio italiano
- 4 dicembre - Wang Jie, giocatrice di beach volley cinese
- 4 dicembre - Orin de Waard, ex calciatore olandese
- 5 dicembre - Tayfun Cora, ex calciatore turco
- 5 dicembre - Cooper Cronk, rugbista a 13 australiano
- 5 dicembre - Dmytro Hračov, arciere ucraino
- 5 dicembre - Foued Kadir, calciatore francese
- 5 dicembre - Samantha Lewthwaite, terrorista britannica
- 5 dicembre - Joakim Lindström, hockeista su ghiaccio svedese
- 5 dicembre - Ville Nousiainen, fondista finlandese
- 5 dicembre - Annamay Pierse, ex nuotatrice canadese
- 5 dicembre - Spencer Reed, ex attore pornografico statunitense
- 5 dicembre - Francesco Vespe, nuotatore italiano
- 6 dicembre - Conny Giordano, politica italiana
- 6 dicembre - Chris Hardwick, speedcuber statunitense
- 6 dicembre - Sergio Hernández, pilota automobilistico spagnolo
- 6 dicembre - Chiara Maci, blogger, cuoca e conduttrice televisiva italiana
- 6 dicembre - Maurício Guterres da Silva, ex giocatore di calcio a 5 brasiliano
- 6 dicembre - Federico Moretti, pallavolista italiano
- 6 dicembre - Tomislav Pavličić, calciatore croato
- 6 dicembre - Jason Reynolds, scrittore e poeta statunitense
- 6 dicembre - Rob Sims, ex giocatore di football americano statunitense
- 6 dicembre - Šime Špralja, ex cestista croato
- 6 dicembre - Ben Teekloh, ex calciatore liberiano
- 7 dicembre - Vida Anim, ex velocista ghanese
- 7 dicembre - Clayton Baptistella, ex giocatore di calcio a 5 brasiliano
- 7 dicembre - Linda Bresonik, ex calciatrice tedesca
- 7 dicembre - Jason Dourisseau, ex cestista e allenatore di pallacanestro statunitense
- 7 dicembre - Darío Gandín, ex calciatore argentino
- 7 dicembre - Jacopo Giachetti, cestista italiano
- 7 dicembre - Jason Hoffschneider, ex giocatore di football americano statunitense
- 7 dicembre - Robb Kulin, ex astronauta e ingegnere statunitense
- 7 dicembre - Kvarforth, chitarrista e cantante svedese
- 7 dicembre - Roberta Mattei, attrice italiana
- 7 dicembre - Matt Menard, wrestler canadese
- 7 dicembre - Francesco Negri, militare italiano
- 7 dicembre - David Philippaerts, pilota motociclistico italiano
- 7 dicembre - Al Thornton, cestista statunitense
- 7 dicembre - Dzmitryj Ščahrykovič, calciatore bielorusso
- 8 dicembre - Shingo Akamine, ex calciatore giapponese
- 8 dicembre - Utkarsh Ambudkar, attore statunitense
- 8 dicembre - Michael Fabbri, arbitro di calcio italiano
- 8 dicembre - Neel Jani, pilota automobilistico svizzero
- 8 dicembre - Oudéré Kankarafou, velocista francese
- 8 dicembre - Vince Karter, attore pornografico francese
- 8 dicembre - Fanīs Koumpouras, cestista greco
- 8 dicembre - Clyde Leon, calciatore trinidadiano († 2021)
- 8 dicembre - Florin Matei, giocatore di calcio a 5 romeno
- 8 dicembre - Valéry Mezague, calciatore camerunese († 2014)
- 8 dicembre - Yves Miéville, allenatore di calcio e ex calciatore svizzero
- 8 dicembre - Marco Padalino, dirigente sportivo e ex calciatore svizzero
- 8 dicembre - Pierre Roger, nuotatore francese
- 8 dicembre - Gabriel Vargas, calciatore cileno
- 9 dicembre - Jermaine Beckford, ex calciatore inglese
- 9 dicembre - Heike Beier, ex pallavolista tedesca
- 9 dicembre - Jean-Jacques De Gucht, politico belga
- 9 dicembre - Neslihan Demir, pallavolista turca
- 9 dicembre - Dariusz Dudka, allenatore di calcio e ex calciatore polacco
- 9 dicembre - Lukáš Fujerik, ex calciatore ceco
- 9 dicembre - Dorota Gawron, modella polacca
- 9 dicembre - Robbie Haemhouts, ex calciatore belga
- 9 dicembre - Kristofer Hæstad, ex calciatore norvegese
- 9 dicembre - Sergej Komarov, allenatore di sci alpino e ex sciatore alpino russo
- 9 dicembre - Alessia Pittin, ex sciatrice alpina italiana
- 9 dicembre - Jolene Purdy, attrice statunitense
- 9 dicembre - Ema Stokholma, conduttrice radiofonica, conduttrice televisiva e scrittrice francese
- 10 dicembre - Noé Acosta, calciatore spagnolo
- 10 dicembre - Ashley Bouder, danzatrice statunitense
- 10 dicembre - Lewis Buxton, ex calciatore inglese
- 10 dicembre - Manuel Félix Díaz, pugile dominicano
- 10 dicembre - Dalton Eiley, calciatore beliziano
- 10 dicembre - D'Brickashaw Ferguson, ex giocatore di football americano statunitense
- 10 dicembre - Patrick Flueger, attore statunitense
- 10 dicembre - Zoila Frausto Gurgel, artista marziale mista e thaiboxer statunitense
- 10 dicembre - Anna Gorjačëva, mezzosoprano russo
- 10 dicembre - Omar Jarun, allenatore di calcio e ex calciatore palestinese
- 10 dicembre - Mahdi Karim, calciatore iracheno
- 10 dicembre - Daniel Kiprop Limo, maratoneta e mezzofondista keniota
- 10 dicembre - Mario Leclere, direttore della fotografia e fotografo cubano
- 10 dicembre - Derek Malas, calciatore e giocatore di calcio a 5 vanuatuano
- 10 dicembre - Rafael Martínez, ex ginnasta spagnolo
- 10 dicembre - Dagmawit Moges, politica etiope
- 10 dicembre - Habib Mohamed, ex calciatore ghanese
- 10 dicembre - On/Off, attore e cantante giapponese
- 10 dicembre - Xavier Samuel, attore australiano
- 10 dicembre - Katrin Siska, musicista estone
- 10 dicembre - Dino Skender, allenatore di calcio croato
- 11 dicembre - Néstor Bareiro, calciatore paraguaiano
- 11 dicembre - Brendan Christian, ex velocista antiguo-barbudano
- 11 dicembre - Emilio Docente, calciatore italiano
- 11 dicembre - Mario Fernández, ex cestista spagnolo
- 11 dicembre - Arnoud van Groen, ex ciclista su strada olandese
- 11 dicembre - David Joy, scrittore statunitense
- 11 dicembre - On Joo-wan, attore sudcoreano
- 11 dicembre - J.R. Pinnock, ex cestista statunitense
- 11 dicembre - Donnacha Ryan, rugbista a 15 irlandese
- 11 dicembre - Alessio Signego, ex ciclista su strada italiano
- 11 dicembre - Ann Strother, ex cestista e dirigente sportiva statunitense
- 12 dicembre - Johan Audel, ex calciatore francese
- 12 dicembre - Anna Bader, modella e tuffatrice tedesca
- 12 dicembre - Mavlet Batirov, lottatore russo
- 12 dicembre - Lamsongkram Chuwattana, thaiboxer thailandese
- 12 dicembre - Ross DeRogatis, ex cestista statunitense
- 12 dicembre - José Félix Domínguez, schermidore argentino
- 12 dicembre - Katrina Elam, cantautrice e attrice statunitense
- 12 dicembre - Colby Genoway, ex hockeista su ghiaccio canadese
- 12 dicembre - Nikola Ignjatijević, allenatore di calcio e ex calciatore serbo
- 12 dicembre - Jonathan James, hacker statunitense († 2008)
- 12 dicembre - Matteo Martari, attore italiano
- 12 dicembre - Roni Porokara, ex calciatore finlandese
- 12 dicembre - Chris Porter, ex calciatore inglese
- 12 dicembre - Zerocalcare, fumettista italiano
- 12 dicembre - Penitito Tumua, calciatore samoano
- 13 dicembre - Hazza Al Mansouri, astronauta emiratino
- 13 dicembre - Alekos Alekou, ex calciatore cipriota
- 13 dicembre - Satya Bhabha, attore inglese
- 13 dicembre - Ahyee Aye Elvis, ex calciatore ivoriano
- 13 dicembre - David Lee Fox, ex calciatore inglese
- 13 dicembre - Maureen Franco, ex calciatore uruguaiano
- 13 dicembre - Barış Güney, ex cestista turco
- 13 dicembre - Han Xiaopeng, sciatore freestyle cinese
- 13 dicembre - Richard Hibbard, rugbista a 15 britannico
- 13 dicembre - Otylia Jędrzejczak, ex nuotatrice polacca
- 13 dicembre - Janeth Jepkosgei, mezzofondista keniota
- 13 dicembre - Henrik Lundström, attore svedese
- 13 dicembre - Michele Muratori, politico sammarinese
- 13 dicembre - Daniel Ross Owens, attore statunitense
- 13 dicembre - Laura Summerton, ex cestista australiana
- 13 dicembre - Matteo Torchio, bobbista italiano
- 13 dicembre - Kimberly Vandenberg, nuotatrice statunitense
- 13 dicembre - Scott Vernon, ex calciatore inglese
- 13 dicembre - Beckham Wyrick, ex cestista statunitense
- 13 dicembre - J Álvarez, cantante e personaggio televisivo portoricano
- 14 dicembre - Marko Andić, calciatore serbo
- 14 dicembre - Léo Aro, ex calciatore brasiliano
- 14 dicembre - Íñigo Errejón, politologo e politico spagnolo
- 14 dicembre - Stéphanie Frappart, arbitro di calcio francese
- 14 dicembre - Tatum Keshwar, modella sudafricana
- 14 dicembre - Mae Koime, ex velocista papuana
- 14 dicembre - Maja Kraft, cantante polacca
- 14 dicembre - Linda Mackenzie, nuotatrice australiana
- 14 dicembre - Alexandre Mendy, ex calciatore francese
- 14 dicembre - Jeremy Mincey, giocatore di football americano statunitense
- 14 dicembre - Samson Mulugeta, calciatore etiope
- 14 dicembre - Dane Richards, ex calciatore giamaicano
- 14 dicembre - Alexandra Rochelle, pallavolista francese
- 14 dicembre - Andrea Vadrucci, batterista italiano
- 15 dicembre - Komlan Amewou, ex calciatore togolese
- 15 dicembre - Delon Armitage, ex rugbista a 15 britannico
- 15 dicembre - Marco Bernacci, allenatore di calcio e ex calciatore italiano
- 15 dicembre - René Duprée, wrestler e culturista canadese
- 15 dicembre - Brooke Fraser, cantautrice neozelandese
- 15 dicembre - Gunnar Már Guðmundsson, ex calciatore islandese
- 15 dicembre - Jamie Heaslip, ex rugbista a 15 irlandese
- 15 dicembre - Dontell Jefferson, ex cestista statunitense
- 15 dicembre - Zlatan Ljubijankič, ex calciatore sloveno
- 15 dicembre - Camilla Luddington, attrice britannica
- 15 dicembre - Ronnie Radke, cantautore, musicista e rapper statunitense
- 15 dicembre - César Ramos Palazuelos, arbitro di calcio messicano
- 15 dicembre - René Román, ex calciatore spagnolo
- 15 dicembre - Wang Hao, tennistavolista cinese
- 15 dicembre - Sophia Young, ex cestista sanvincentina
- 16 dicembre - Kelenna Azubuike, ex cestista nigeriano
- 16 dicembre - Gabriele Carbotti, attore, sceneggiatore e conduttore televisivo italiano
- 16 dicembre - Joey Dorsey, ex cestista statunitense
- 16 dicembre - Francesco Failli, mountain biker e ex ciclista su strada italiano
- 16 dicembre - Hollie Grima, ex cestista australiana
- 16 dicembre - Nieky Holzken, kickboxer e pugile olandese
- 16 dicembre - Yasin Karaca, ex calciatore turco
- 16 dicembre - Mika Kikuchi, attrice e doppiatrice giapponese
- 16 dicembre - Danielle Lloyd, modella britannica
- 16 dicembre - Patrick McCourt, ex calciatore nordirlandese
- 16 dicembre - Takeya Mizugaki, artista marziale misto giapponese
- 16 dicembre - Roberto Nurse, ex calciatore messicano
- 16 dicembre - Karen Twehues, ex cestista e allenatrice di pallacanestro svizzera
- 17 dicembre - Phara Anacharsis, velocista francese
- 17 dicembre - Joel Apezteguía, calciatore cubano
- 17 dicembre - Nicole Büchler, astista e ex ginnasta svizzera
- 17 dicembre - Richard Lietz, pilota automobilistico austriaco
- 17 dicembre - Grégory Lorenzi, dirigente sportivo e ex calciatore francese
- 17 dicembre - Chidi Odiah, ex calciatore nigeriano
- 17 dicembre - Richard Offiong, ex calciatore inglese
- 17 dicembre - Sébastien Ogier, pilota di rally francese
- 17 dicembre - Wassiou Oladipupo, ex calciatore beninese
- 17 dicembre - Iosefa Tekori, rugbista a 15 samoano
- 18 dicembre - Aleksandr Alumona, ex calciatore russo
- 18 dicembre - Janez Brajkovič, ex ciclista su strada sloveno
- 18 dicembre - Darren Carter, allenatore di calcio e ex calciatore inglese
- 18 dicembre - Antonio Lieto, informatico italiano
- 18 dicembre - Crystal McCahill, modella statunitense
- 18 dicembre - Alessandro Pier Guidi, pilota automobilistico italiano
- 18 dicembre - Harold Torres, attore messicano
- 19 dicembre - Nektarios Alexandrou, ex calciatore cipriota
- 19 dicembre - Dawood Ali, calciatore emiratino
- 19 dicembre - Francesco Bona, mezzofondista e maratoneta italiano
- 19 dicembre - Alain Bono, ex calciatore camerunese
- 19 dicembre - Morlaye Cissé, ex calciatore guineano
- 19 dicembre - Casey Crescenzo, cantautore, compositore e polistrumentista statunitense
- 19 dicembre - Benjamin De Ceulaer, ex calciatore belga
- 19 dicembre - Du Wenhui, ex calciatore cinese
- 19 dicembre - Julien Dupuy, ex rugbista a 15 e allenatore di rugby a 15 francese
- 19 dicembre - Matti Heikkinen, ex fondista finlandese
- 19 dicembre - Maria Holaus, ex sciatrice alpina austriaca
- 19 dicembre - Mario Kienzl, allenatore di calcio e ex calciatore austriaco
- 19 dicembre - Valentina Marocchi, ex tuffatrice italiana
- 19 dicembre - Yannick Nyanga, ex rugbista a 15 francese
- 19 dicembre - Bridget Phillipson, politica britannica
- 19 dicembre - Serhij Sednjev, ex biatleta ucraino
- 19 dicembre - Yulitza Suárez, schermitrice venezuelana
- 19 dicembre - Nikola Vasiljević, ex calciatore bosniaco
- 19 dicembre - Marcos Ariel de Paula, ex calciatore brasiliano
- 20 dicembre - Kees Akerboom, ex cestista olandese
- 20 dicembre - Gia Allemand, modella e attrice statunitense († 2013)
- 20 dicembre - Justin Blalock, giocatore di football americano statunitense
- 20 dicembre - Lamine Diarra, ex calciatore senegalese
- 20 dicembre - Ilario Dionisi, pilota motociclistico italiano
- 20 dicembre - Daniel Fernholm, hockeista su ghiaccio svedese
- 20 dicembre - Silvio Giovine, politico italiano
- 20 dicembre - Jonah Hill, attore, comico e sceneggiatore statunitense
- 20 dicembre - Aaradhna, cantante neozelandese
- 20 dicembre - Taylor Jenkins Reid, scrittrice statunitense
- 20 dicembre - Chelsea Johnson, astista statunitense
- 20 dicembre - Mapei, cantante statunitense
- 20 dicembre - Lucy Pinder, modella, personaggio televisivo e attrice britannica
- 20 dicembre - Erfan Ali Saeed, cestista qatariota
- 20 dicembre - Maggie Alphonsi, giornalista e dirigente sportivo britannica
- 20 dicembre - Lara Stone, supermodella olandese
- 20 dicembre - Robert Tobin, velocista britannico
- 20 dicembre - Ognjen Vukojević, allenatore di calcio e ex calciatore croato
- 21 dicembre - Lamar Butler, ex cestista statunitense
- 21 dicembre - Luis Checa, ex calciatore ecuadoriano
- 21 dicembre - Amy Guy, modella gallese
- 21 dicembre - Nikki Kerkhof, cantante olandese
- 21 dicembre - Stanimir Milošković, calciatore serbo
- 21 dicembre - Sayed Ziaoddin Nabavi, attivista iraniano
- 21 dicembre - Leandro Padovani Celin, ex calciatore brasiliano
- 21 dicembre - Niels Scheuneman, ex ciclista su strada olandese
- 21 dicembre - Tomoka Takeuchi, snowboarder giapponese
- 21 dicembre - Taylor Teagarden, ex giocatore di baseball statunitense
- 21 dicembre - Trevor Trevisan, dirigente sportivo e ex calciatore italiano
- 21 dicembre - Steven Yeun, attore e doppiatore sudcoreano
- 21 dicembre - Magnus von Horn, regista e sceneggiatore svedese
- 22 dicembre - Lara Davenport, nuotatrice australiana
- 22 dicembre - Rafael Defendi, ex calciatore brasiliano
- 22 dicembre - Joe Dinicol, attore canadese
- 22 dicembre - Robin Duvillard, fondista francese
- 22 dicembre - Edwin Ekiring, ex giocatore di badminton ugandese
- 22 dicembre - Michelle Ferrari, ex attrice pornografica italiana
- 22 dicembre - José Fonte, calciatore portoghese
- 22 dicembre - Victoria Galindo, giocatrice di softball statunitense
- 22 dicembre - Luke Gallows, wrestler statunitense
- 22 dicembre - Jennifer Hawkins, modella australiana
- 22 dicembre - Sergej Petuchov, velocista russo
- 22 dicembre - Nathalie Péchalat, ex danzatrice su ghiaccio francese
- 23 dicembre - Michael Chopra, allenatore di calcio e ex calciatore inglese
- 23 dicembre - Lisa Dobriskey, mezzofondista britannica
- 23 dicembre - Mathias Hafele, ex saltatore con gli sci austriaco
- 23 dicembre - Dan Harding, ex calciatore inglese
- 23 dicembre - Yōko Hayashi, ex pallavolista giapponese
- 23 dicembre - Marcus Hubbard, ex cestista statunitense
- 23 dicembre - Delina Ibrahimaj, politica albanese
- 23 dicembre - Jo Seong-min, ex cestista sudcoreano
- 23 dicembre - Tim Matthys, ex calciatore belga
- 23 dicembre - Hanley Ramírez, giocatore di baseball dominicano
- 23 dicembre - Samel Šabanović, allenatore di calcio e ex calciatore montenegrino
- 23 dicembre - Mohamed Sarr, ex calciatore senegalese
- 23 dicembre - Blake Schilb, cestista e allenatore di pallacanestro statunitense
- 23 dicembre - Adam Skrodzki, schermidore polacco
- 23 dicembre - Juha Sten, ex cestista e allenatore di pallacanestro finlandese
- 23 dicembre - Juanjo Triguero, ex cestista spagnolo
- 23 dicembre - Anthony Wolfe, calciatore trinidadiano
- 23 dicembre - Burak Yamantürk, attore turco
- 23 dicembre - Manolo Zanella, ex ciclista su strada italiano
- 24 dicembre - Cao Lei, sollevatrice cinese
- 24 dicembre - Abdoulaye Cissé, ex calciatore burkinabé
- 24 dicembre - Rareș Dumitrescu, schermidore rumeno
- 24 dicembre - Irene Fornaciari, cantautrice e polistrumentista italiana
- 24 dicembre - Daria Gaiazova, ex fondista canadese
- 24 dicembre - Tim Jennings, giocatore di football americano statunitense
- 24 dicembre - Irina Krush, scacchista statunitense
- 24 dicembre - Joel Solanilla, calciatore panamense
- 25 dicembre - Noah Chivuta, ex calciatore zambiano
- 25 dicembre - Renan Contar, militare e politico brasiliano
- 25 dicembre - Nicolás Correa, ex calciatore uruguaiano
- 25 dicembre - Steven Dias, allenatore di calcio e ex calciatore indiano
- 25 dicembre - Julio César Hurtado, calciatore boliviano
- 25 dicembre - Fabiana Mollica, bobbista italiana
- 25 dicembre - Aleksandra Savel'eva, cantante, modella e attrice russa
- 25 dicembre - Cristian Villanueva, ex calciatore argentino
- 25 dicembre - Yang Wenjun, canoista cinese
- 26 dicembre - Moshe Arbel, rabbino e politico israeliano
- 26 dicembre - Fabio De Vincente, cantautore e musicista italiano
- 26 dicembre - Jean-Emmanuel Effa Owona, ex calciatore camerunese
- 26 dicembre - Li Ye, ex pattinatore di short track cinese
- 26 dicembre - Camal Məmmədov, ex calciatore azero
- 26 dicembre - Alex Nibourette, calciatore seychellese
- 26 dicembre - Emanuel Schädler, politico liechtensteinese
- 26 dicembre - John Sutton, allenatore di calcio e ex calciatore inglese
- 26 dicembre - Yū Takahashi, cantautore giapponese
- 26 dicembre - Daniela Virgilio, attrice italiana
- 26 dicembre - Alexander Wang, stilista statunitense
- 26 dicembre - Zhen Zhipeng, ex calciatore macaense
- 26 dicembre - Takayoshi Ōmura, chitarrista giapponese
- 27 dicembre - Miguel Berdiel, cestista portoricano
- 27 dicembre - Anthony Boric, ex rugbista a 15 neozelandese
- 27 dicembre - Ricky Brown, ex giocatore di football americano statunitense
- 27 dicembre - Cole Hamels, giocatore di baseball statunitense
- 27 dicembre - Fabián Hernández, ex giocatore di calcio a 5 uruguaiano
- 27 dicembre - Matúš Kozáčik, allenatore di calcio e ex calciatore slovacco
- 27 dicembre - Merab Kvirikashvili, rugbista a 15 georgiano
- 27 dicembre - Edgar Loué, ex calciatore ivoriano
- 27 dicembre - Park Jung-suk, videogiocatore sudcoreano
- 27 dicembre - Mïxaïl Rojkov, ex calciatore kazako
- 27 dicembre - Thiago Xavier, ex calciatore brasiliano
- 27 dicembre - Jesse Williams, altista statunitense
- 27 dicembre - Marco Zoro, ex calciatore ivoriano
- 28 dicembre - Noé Alonzo, ex cestista messicano
- 28 dicembre - Álvaro Antón, calciatore spagnolo
- 28 dicembre - Luciano Becchio, allenatore di calcio e ex calciatore argentino
- 28 dicembre - Thomas Commisso, hockeista su ghiaccio e hockeista in-line italiano († 2025)
- 28 dicembre - Debatik Curri, ex calciatore e allenatore di calcio albanese
- 28 dicembre - Flávia Delaroli, nuotatrice brasiliana
- 28 dicembre - John Fairbairn, ex skeletonista canadese
- 28 dicembre - Dominic Fritz, politico tedesco
- 28 dicembre - Mike He, attore, modello e cantante taiwanese
- 28 dicembre - Jesús López, cestista messicano
- 28 dicembre - Aiko Nakamura, ex tennista giapponese
- 28 dicembre - Marvin Phillips, cestista statunitense
- 28 dicembre - Albert Riera Vidal, allenatore di calcio e ex calciatore spagnolo
- 29 dicembre - Jessica Andrews, cantante statunitense
- 29 dicembre - Iván Cambar, sollevatore cubano
- 29 dicembre - Dereck Chisora, pugile zimbabwese
- 29 dicembre - Davi Banda, ex calciatore malawiano
- 29 dicembre - Jonny Fa'amatuainu, rugbista a 15 neozelandese
- 29 dicembre - Giovanni La Camera, ex calciatore italiano
- 29 dicembre - Nicholas Muri, ex calciatore salomonese
- 29 dicembre - Omari Peterkin, ex cestista americo-verginiano
- 29 dicembre - John Paul Rodrigues, ex calciatore statunitense
- 29 dicembre - Jason Snelling, giocatore di football americano statunitense
- 29 dicembre - Leandro Messias dos Santos, ex calciatore brasiliano
- 30 dicembre - Yussif Chibsah, ex calciatore ghanese
- 30 dicembre - Chika Chukwumerije, taekwondoka nigeriano
- 30 dicembre - Eddie Edwards, wrestler statunitense
- 30 dicembre - Alessio Perilli, pilota motociclistico italiano († 2004)
- 30 dicembre - Nick Symmonds, mezzofondista statunitense
- 30 dicembre - Kevin Systrom, imprenditore e informatico statunitense
- 30 dicembre - Datsakorn Thonglao, ex calciatore thailandese
- 30 dicembre - Noley Thornton, attrice statunitense
- 30 dicembre - Ashley Zukerman, attore australiano
- 31 dicembre - Luca Franchini, ex calciatore italiano
- 31 dicembre - Noam Jenkins, attore canadese
- 31 dicembre - Jana Veselá, ex cestista ceca
- 31 dicembre - Jaqueline de Carvalho, pallavolista brasiliana